# Johan Voskamp
Johan Voskamp est un footballeur néerlandais, né le 15 octobre 1984 à De Lier (Pays-Bas). Il évolue au poste d'attaquant au RKC Waalwijk. Il a précédemment joué pour Helmond Sport, l'Excelsior Rotterdam, le Sparta Rotterdam et le club polonais Śląsk Wrocław.

## Biographie
Formé au RKVV Westlandia, Johan s'engage en 2005 avec l'Excelsior Rotterdam. Pour sa première saison, il inscrit 9 buts et participe à la montée du club en Eredivisie.
Après deux saisons en Eredivisie ponctuées de 11 buts, le club est relégué. En janvier 2009 il est prêté six mois au RKC Waalwijk, avant d'être transféré l'été suivant au Helmond Sport en 2e division.
Là-bas il explose, inscrivant 22 buts en 33 matchs de championnat et 5 buts en coupe. Après cette belle saison, il signe avec l'équipe du Sparta Rotterdam, reléguée en deuxième division pour la saison 2010-2011, mais il manque le premier match du club de la saison, une victoire 2-1 à Go Ahead Eagles.
Il fait ses débuts une semaine plus tard contre le Almere City FC, marquant huit buts lors d'une victoire 12-1. À la fin de saison, il termine meilleur buteur de la Eerste divisie. 
Le 6 juillet 2011, il signe un contrat de trois ans au Śląsk Wrocław, club polonais qualifié pour le deuxième tour de la Ligue Europa. Il marque d’ailleurs contre Dundee United lors du match aller de ce second tour, permettant à son nouveau club de se qualifier pour le troisième tour. Il remporte à la fin de saison le championnat de Pologne de football 2011-2012, avant de terminer troisième lors de la saison suivante.
En juillet 2013, il clôt son aventure polonaise et retourne au Sparta Rotterdam.

## Palmarès

### En club
- SBV Excelsior
  - Champion de la Eerste divisie (D2) en 2006.

- Sparta Rotterdam
  - Meilleur buteur de la Eerste divisie en 2011.

- Śląsk Wrocław
  - Champion de Pologne en 2012.